# Aron Christian Lehrberg
Aron Christian Lehrberg, später August Christian Lehrberg (* 7. Augustjul. / 18. August 1770greg. in Dorpat; † 23. Julijul. / 4. August 1813greg. in Sankt Petersburg) war ein deutsch-baltischer Historiker und Ethnologe.

## Leben
Sein Vater, ein Goldschmied in Dorpat, starb noch vor seiner Geburt. Dadurch geriet seine Mutter in eine prekäre finanzielle Lage. Weil der Rektor seiner Schule in Dorpat, der Theologie Lorenz Ewers (1742–1830), früh die Begabung von Lehrberg erkannte, förderte er ihn und ermöglichte ihm eine umfassende Schulbildung. Ab 1788 studierte er zunächst Theologie und später Philosophie, Pädagogik, Naturlehre (Physik) sowie Völkerkunde (Ethnologie). Seine Studienorte waren Jena, wo er Vorlesungen von Friedrich Schiller hörte, und ab 1792 Göttingen. Das Studium in Göttingen und anschließend in England wurde ihm durch die finanzielle Unterstützung von Georg Carl Heinrich von Bock (1758–1812) ermöglicht, bei dem er nach seiner Rückkehr ab 1794 in Woiseck, Livland, als Hauslehrer tätig war. Daneben beteiligte er sich an vorbereitenden Arbeiten zur Neugründung der Universität Dorpat, indem er Schreiben verfasste, in denen er seine an der Universität Göttingen sowie in England gemachten Erfahrungen niederlegte.
1806 beendete er seine Tätigkeit als Hauslehrer und wechselte nach Sankt Petersburg, wo er 1807 Adjunkt der Kaiserlichen Akademie der Wissenschaften wurde und 1810 als außerordentliches Mitglied in die Akademie aufgenommen wurde. Mit Beginn seiner Anstellung an der Akademie begann in enger Abstimmung mit Johann Philipp Krug mit dem Studium der älteren russischen Geschichte. Er verfasste mehrere Manuskripte zur Geschichte, Geographie und zur Völkerkunde des Russischen Reiches, die zu seinen Lebzeiten nicht veröffentlicht wurden.
Zu seinen Freunden in Sankt Petersburg gehörte neben Johann Philipp Krug auch der russische Staatsmann Nikolai Petrowitsch Rumjanzew, der nach Lehrbergs Tod dessen Bibliothek kaufte. 1816 gab Krug Lehrbergs gesammelte Schriften unter dem Titel Untersuchungen zur Erläuterung der älteren Geschichte Russlands heraus.